# Mount Jarvis
Mount Jarvis är en utdöd sköldvulkan i Wrangell Mountains i östra Alaska. Berget ligger i Wrangell-St. Elias nationalpark cirka 16 km öst om Mount Wrangell.
När man ser Mount Jarvis från ovan ser man tydligt att det är ett berg med två toppar vilket binds samman av en small bergsrygg. Den högsta av de två topparna ligger 4 091 meter över havet. Den andra toppen ligger ungefär 5 km åt nordnordväst och har en primärfaktor på över 220 meter över den bergsrygg som förbinder berget. De branta och bergiga östra och västra sidorna av Mount Jarvis bildar väldiga klippvägar ner mot Jacksina Glacier och Copper Glacier vilket flyter norrut ifrån Wrangell Mountains.
Mount Jarvis blev namngivet 1903 av F. C. Schrader vilket var en av USGS geologer. Han döpte berget efter Lt.. Daniel H. Jarvis på United States Revenue Cutter Service.